# Pio Dávila del Castillo
Pío Dávila del Castillo (Barranca, 6 de julio de 1800 - ?) fue un político y hacendado peruano, reconocido por haber sido el primer alcalde distrital de Barranca en 1823.[cita requerida]

## Biografía
Pío Dávila del Castillo nació el 6 de julio de 1800 en Barranca, Perú. Fue bautizado el 11 de julio de ese mismo año en la iglesia San Ildefonso de Barranca, siendo su padrino Cayetano Becerra.[cita requerida]
Contrajo matrimonio en dos ocasiones. La primera, el 11 de noviembre de 1819, con Manuela Sayán, en la iglesia San Ildefonso de Barranca, con la presencia de Juan Antonio Barreto de Castro y Gregorio Lobatón de la Hoz como testigos. Posteriormente, el 24 de febrero de 1845, se casó con María de la Encarnación Montoro Torres, con quien tuvo varios hijos:
- Cipriano Dávila Montoro
- Águeda Dávila Montoro
- Mateo Dávila Montoro
- Manuel Teófilo Dávila Montoro, quien también fue alcalde de Barranca
- Pío Dávila Montoro
- María de la Encarnación Dávila Montoro
- Ramón Dávila Montoro

## Trayectoria
Tras la independencia del Perú, en 1823, Barranca fue establecida como distrito y se instauró el cargo de alcalde distrital. Pío Dávila del Castillo fue elegido como el primer alcalde de Barranca, desempeñando sus funciones ese mismo año.[cita requerida]
Además de su rol en la administración local, Dávila del Castillo fue propietario de la hacienda San José de Tolón, una importante propiedad agrícola en la región de Barranca.[cita requerida]

## Legado
El nombre de Pío Dávila del Castillo ha sido mencionado en diversos documentos históricos y legislativos peruanos, resaltando su contribución a la política local de Barranca.
Asimismo, el Congreso del Perú ha reconocido su labor y trayectoria dentro de la historia regional.
Referencias adicionales sobre su papel en la política y desarrollo de Barranca se encuentran en diversas publicaciones históricas: